# Cosmoscarta samudra
Cosmoscarta samudra är en insektsart som beskrevs av William Lucas Distant 1908. Cosmoscarta samudra ingår i släktet Cosmoscarta och familjen spottstritar. Inga underarter finns listade i Catalogue of Life.